# 潘孝銳
潘孝銳（1920年6月25日—2013年8月13日），生於福建福州，中华民国企業家。中國國民黨籍，在第二次世界大戰期間，加入國民政府軍事委員會調查統計局，擔任情報人員，為戴笠下屬。隨國民政府撤退來台灣後，在高雄市經營拆船業，有拆船大王之稱。後創辦晶華酒店，曾任南豐鋼鐵公司董事長，也是佛光山的功德主。

## 生平
在對日抗戰期間，在上海，跟隨戴笠將軍，擔任特務。
1949年，隨國民政府來到台灣，居住於高雄市，經營拆船業。他帶著翻譯，兩人至世界各地，購買廢船，包括二次世界大戰後許多美國退役軍艦，也曾拆過荷蘭「新阿姆斯特丹號」客輪，因此被稱為「拆船大王」。
當時美軍退役軍艦出售時，規定需要拆除武器，但潘孝銳利用本身人脈，將許多退役軍艦連同武器一同運回台灣，提供給中華民國國軍。在1970年代，引起美國政府注意，潘孝銳於1973年結束相關業務，準備投資於飯店業，興建商業旅館。
1976年，台北市政府出售土地，潘孝銳與羅伯特·伯納德·安德森合資標下台北市晶華酒店現址，取得50年的地上權，但受台北市議會杯葛，無法興建。1984年，安德森將所持股份轉讓予陳由豪創辦的東帝士集團，同年12月24日與麗晶酒店集團簽約合作，使用麗晶（Regent）品牌，取名為「台北麗晶酒店」（Regent Taipei）。陳由豪運用其政商關係，取得台北市議會的同意，開始動工興建飯店，於1990年完工開幕。1993年，台北麗晶酒店脫離麗晶酒店連鎖體系，改名為晶華酒店。
1998年，晶華酒店在台灣證券交易所股票上市。東帝士集團爆發財務危機後，2000年4月8日潘孝銳收購東帝士集團持有的晶華酒店股權，全面掌握公司的經營權，之後將飯店經營權交給其次子潘思亮。
1987年創辦祥和基金會，提供低收入戶子女及育幼院弱勢學童生活費及學費，捐助金額超過億元。
潘孝銳曾擔任國際佛光會監事長，在台灣或世界各地發生天災人禍時，常資助善款。並發起美國西來大學的「西來獎學金」，及不定時資助佛光大學、南華大學，而獲得「長者」的尊稱。

## 家庭
育有2子2女。長子潘思源、次子潘思亮、長女潘碧珍、次女潘碧清